# Конкорд (Џорџија)
Конкорд (енгл. Concord) град је у америчкој савезној држави Џорџија. По попису становништва из 2010. у њему је живело 375 становника.

## Демографија
Према попису становништва из 2010. у граду је живело 375 становника, што је 39 (11,6%) становника више него 2000. године.
| Група             | 2000.       | 2010.       |
| Белци             | 247 (73,5%) | 304 (81,1%) |
| Афроамериканци    | 83 (24,7%)  | 59 (15,7%)  |
| Азијати           | 0 (0,0%)    | 0 (0,0%)    |
| Хиспаноамериканци | 2 (0,6%)    | 5 (1,3%)    |
| Укупно            | 336         | 375         |